# Hôtel Garreau
L'hôtel Garreau est un hôtel particulier de style néo-renaissance bâti en 1845, situé à l'angle de la rue Dobrée et de la rue Damrémont, dans le centre-ville de Nantes, en France. L'immeuble a été inscrit au titre des monuments historiques en 1975. Au sud, l'hôtel est adossé à l'église Notre-Dame-de-Bon-Port.

## Historique
Jean-Pierre Garreau, entrepreneur du bâtiment, fait fortune en construisant les demeures de la bourgeoisie nantaise au début du XIXe siècle. Dans ces opérations, il collabore fréquemment avec l'architecte Joseph-Fleury Chenantais. Lorsqu'il décide de faire construire l'hôtel Garreau, il fait appel de nouveau à Chenantais. L'hôtel particulier est réalisé en 1845. Les façades et toitures sur rue sont inscrites aux monuments historiques par arrêté du 29 octobre 1975.

## Architecture
En tant qu'entrepreneur, Garreau est réputé pour la qualité de la décoration extérieure des bâtiments qu'il réalise. L'hôtel Garreau est la plus belle réussite de ce savoir-faire. Jean-Pierre Garreau est un grand admirateur de l'architecture de la renaissance italienne, et s'est inspiré de son voyage en Italie pour la réalisation de sa demeure. Le porche ouvragé est surmonté de deux médaillons. Parmi les ouvertures figurent des baies géminées. L'hôtel est orné de bas-reliefs, dont un représente le Colisée et un autre la basilique Saint-Pierre de Rome.

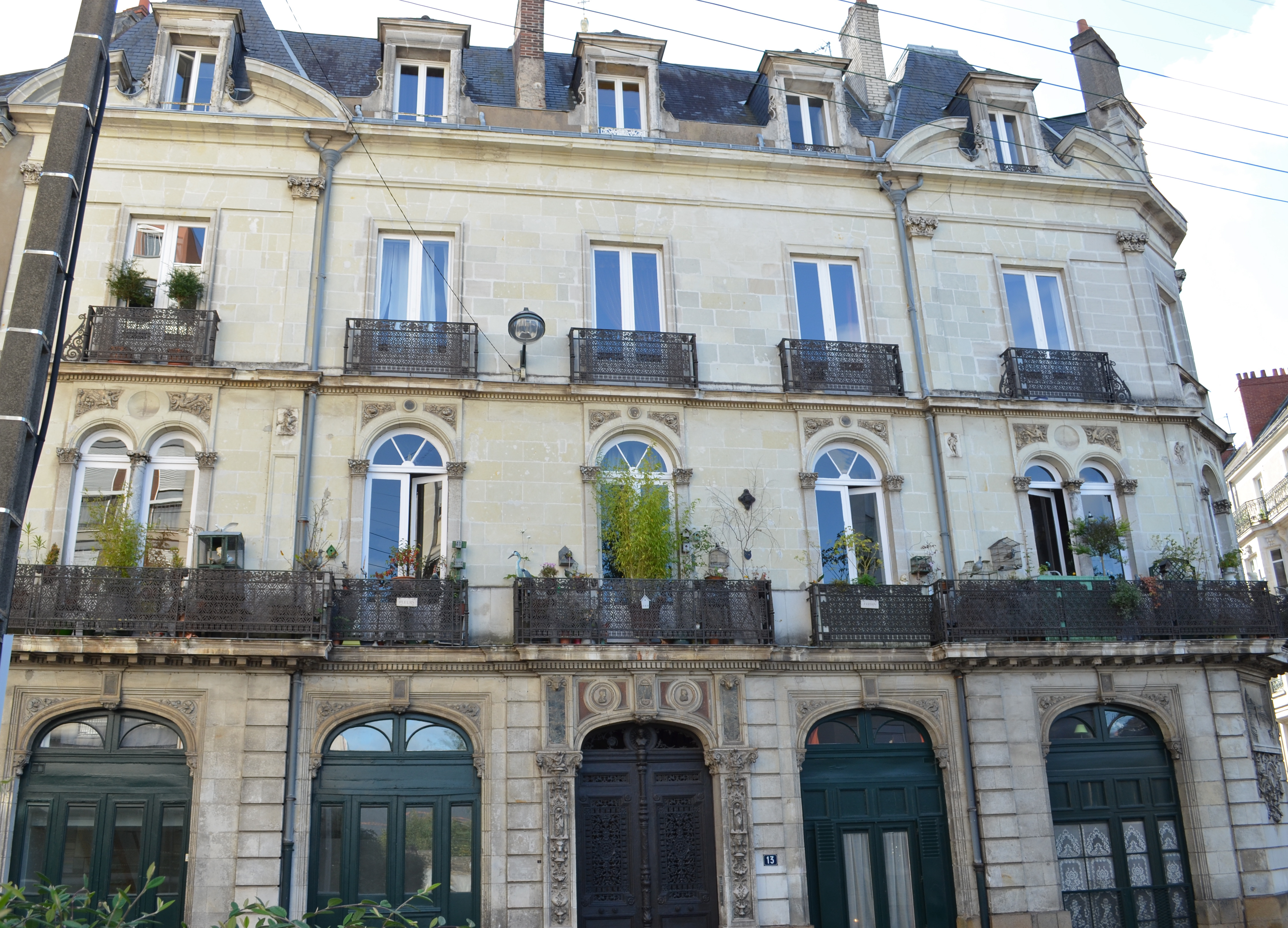
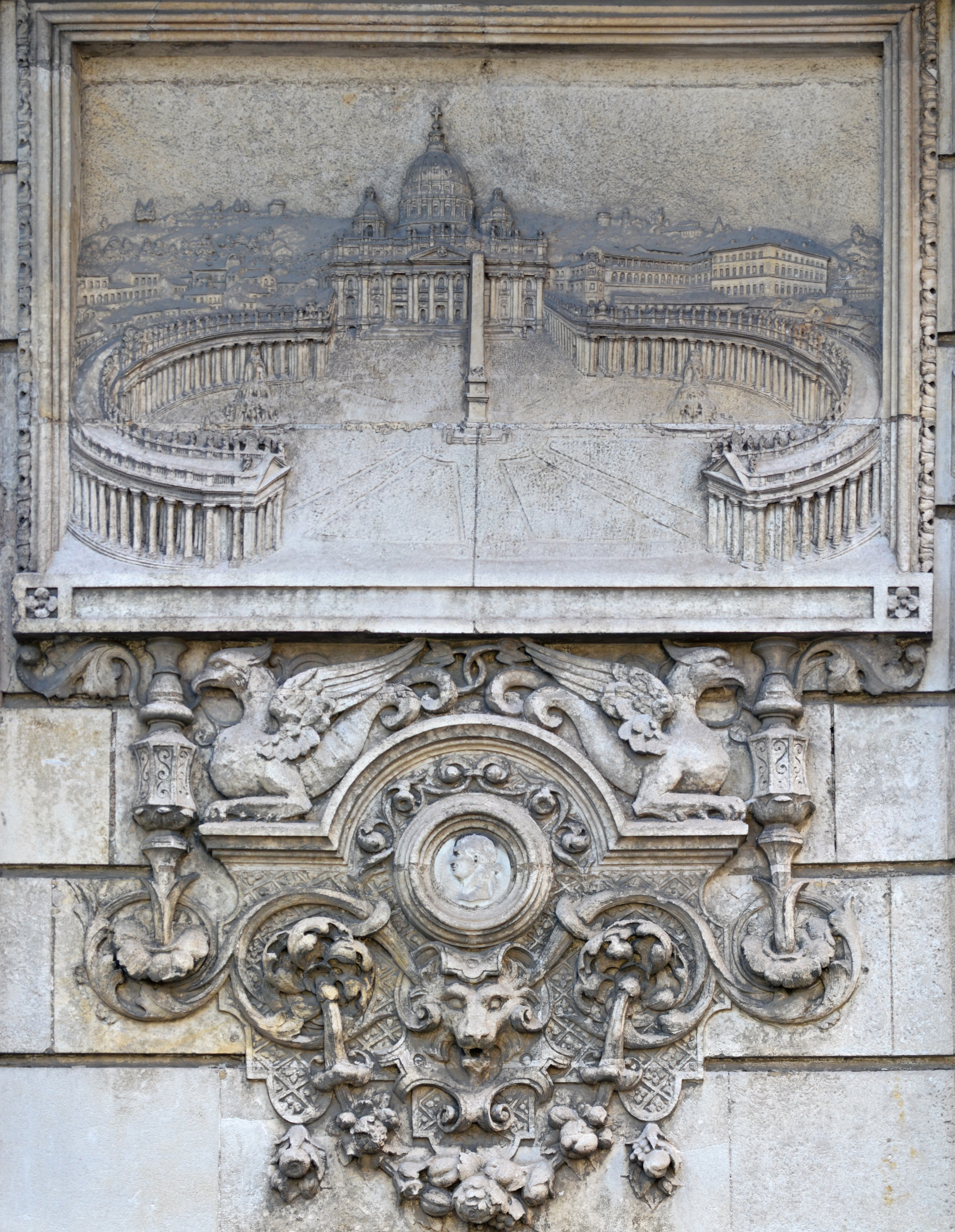
Détail : bas-relief représentant la basilique Saint-Pierre de Rome
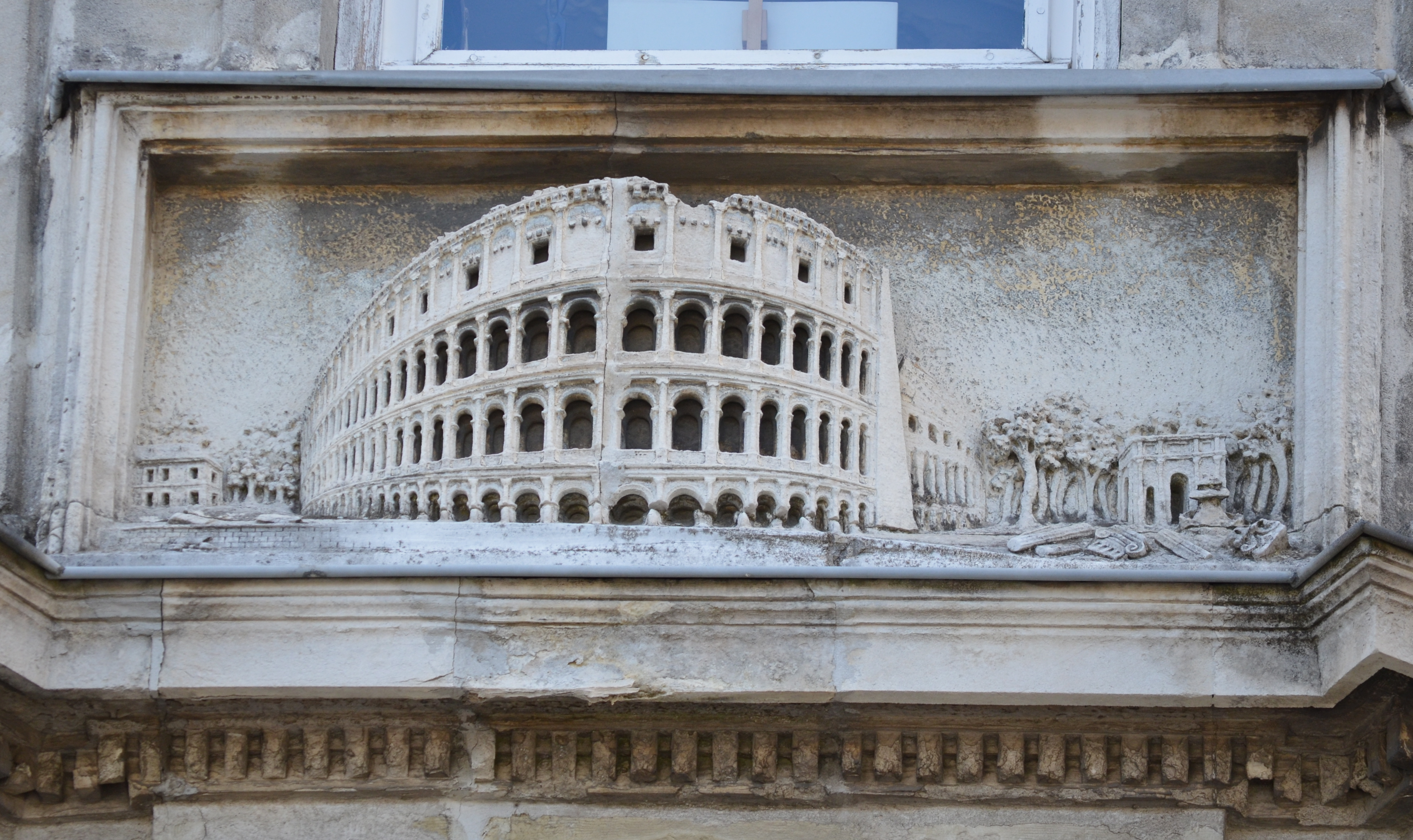
Détail : bas-relief représentant le Colisée
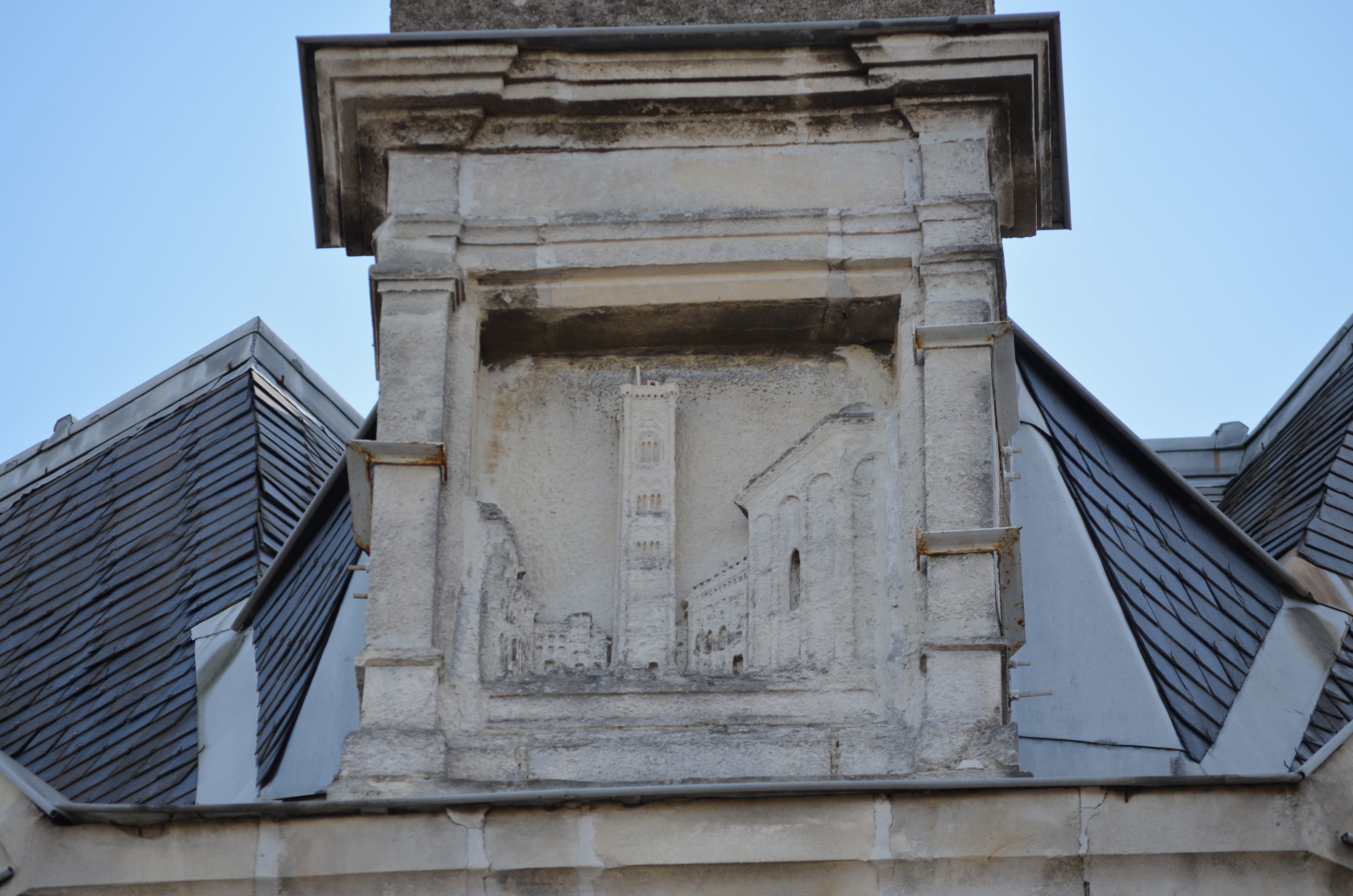
Détail
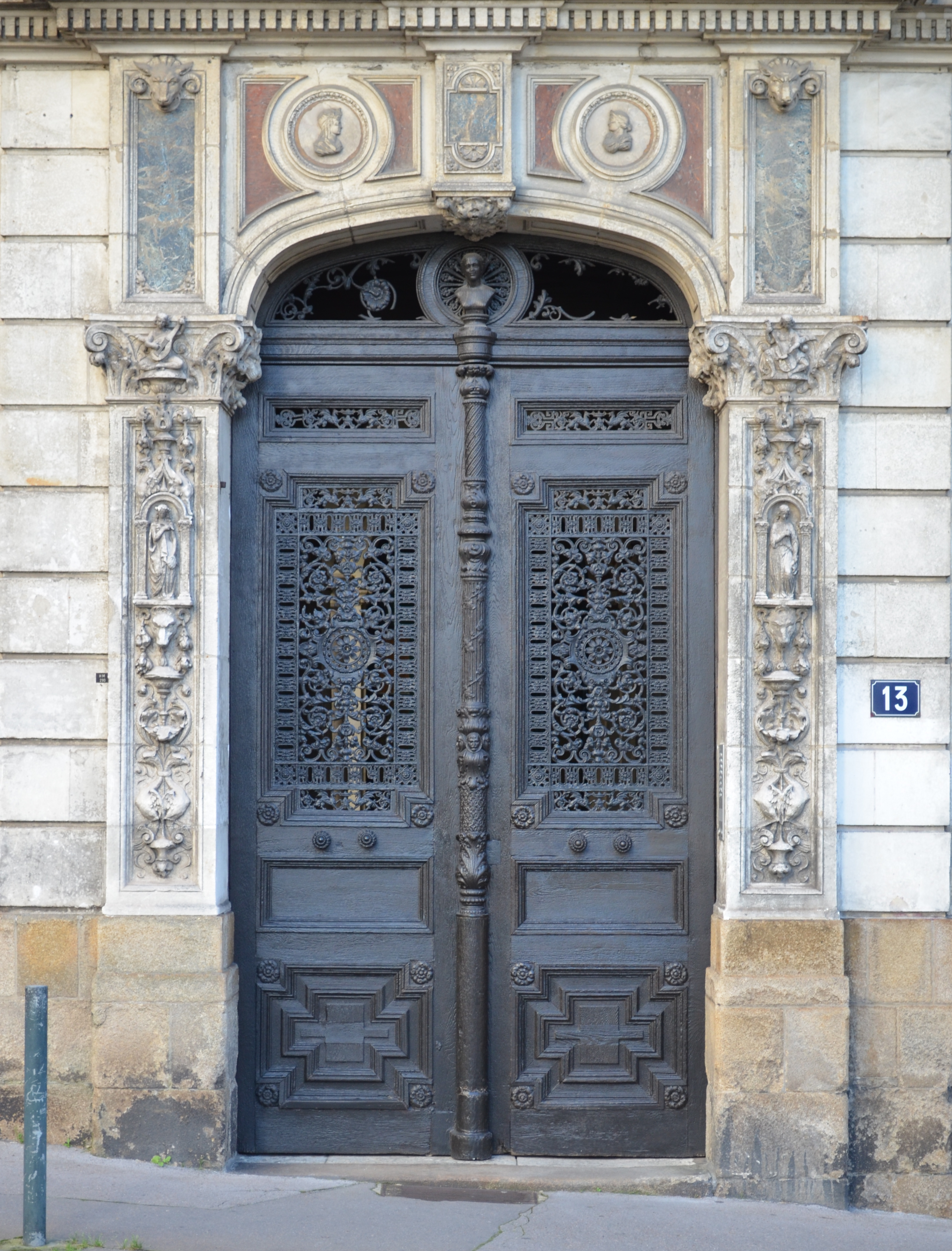
Porte